# 1854 în literatură
Anul 1854 în literatură a implicat o serie de evenimente și cărți noi semnificative.  

## Cărți noi
- Jules Amédée Barbey d'Aurevilly -L'Ensorcelée
- William Wells Brown - Sketches of Places and People Abroad
- John Esten Cooke - The Virginia Comedians
- Wilkie Collins - Hide and Seek
- Maria Cummins - The Lamplighter
- Charles Dickens - Hard Times
- Fanny Fern - Ruth Hall
- Francesco Domenico Guerrazzi - Beatrice Cenci
- Nathaniel Hawthorne - Mosses from an Old Manse
- Caroline Lee Hentz - The Planter's Northern Bride
- Mary Jane Holmes - Tempest and Sunshine
- Mary Russell Mitford - Atherton
- Gérard de Nerval - Les Filles du feu (povestiri scurte)
- Charles Reade - The Courier of Lyons
- E. D. E. N. Southworth - The Lost Heiress
- Lev Tolstoi - Adolescența